# Caio Visélio Varrão
Caio Visélio Varrão (em latim: Gaius Viselius Varro) foi um político romano nomeado cônsul sufecto em 12 no lugar de Caio Fonteio Capitão. Era filho do edil curul Caio Visélio Varrão, primo de Tácito (a mãe de Tácito, Hélvia, era irmã da mãe de Visélio).

## Carreira
Em 21, Varrão serviu como legado imperial na Germânia Inferior com Caio Sílio. Em 24, Lúcio Visélio Varrão, cônsul e filho de Caio, acusou Sílio no Senado Romano e conseguiu que ele se matasse e que sua esposa, Sósia Gala, fosse exilada.

## Família
Lúcio Visélio Varrão, cônsul em 24, era seu filho.